# Lepidodactylus mutahi
Lepidodactylus mutahi es una especie de gecos de la familia Gekkonidae.

## Distribución geográfica
Es endémica de la isla Bougainville (Papúa Nueva Guinea).